# Engelbert Luger

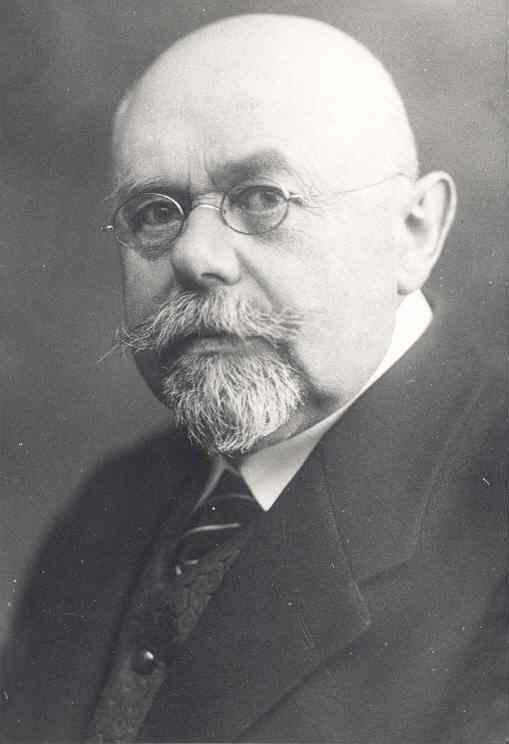
Engelbert Luger

Engelbert Luger (* 12. Mai 1861 in Dornbirn; † 6. April 1926 ebenda) war ein österreichischer Maler und Politiker (CS) im Bundesland Vorarlberg. Er war von 1910 bis zu seinem Tod Bürgermeister der Stadt Dornbirn und in den Jahren von 1902 bis 1914 und 1918 bis 1926 Abgeordneter zum Vorarlberger Landtag.

## Leben und Wirken
Engelbert Luger wurde am 12. Mai 1861 als Sohn von Peter und Susanna Luger in einer Fabrikantenfamilie in Dornbirn geboren. Zunächst besuchte Luger die Volks- und Realschule in seiner Heimatstadt, bevor er 1876 beim Malermeister Alberich im Dornbirner Ortsteil Hatlerdorf eine Lehre begann. Seine anschließende Wanderschaft führte ihn bis nach Deutschland. 
1882 eröffnete er schließlich sein eigenes Malergeschäft, wobei er sich aber bis 1890 jeweils im Winter an den Kunstgewerbeschulen in Wien, Köln, Paris und Rom weiterbildete. Am 18. September 1892 heiratete er in Dornbirn Anna Magdalena Ulmer, mit der er in weiterer Folge in den Jahren 1899, 1903 und 1905 drei gemeinsame Kinder bekam. Lugers jüngerer Bruder, Alfons Luger (1869–1945), wurde ebenfalls ein bekannter Kunstmaler.
Der als Kirchenmaler in Vorarlberg, dem benachbarten Tirol und der Schweiz tätige Luger wurde im Jahr 1888 erstmals für die Christlichsozialen in die Dornbirner Gemeindevertretung gewählt, in welcher er bis zu seiner Wahl zum Bürgermeister verblieb. 
Am 23. Mai 1910 trat Engelbert Luger als erster christlichsozialer Bürgermeister die Amtsnachfolge von Karl Fußenegger als Dornbirner Stadtoberhaupt an. Nach seiner Wahl zum Bürgermeister konnten die einstmals dominierenden Liberalen in Dornbirn kein einziges Mal mehr den Bürgermeister stellen. Bereits im Jahr 1902 war Luger auf Landesebene auf ein politisches Mandat gewählt worden. 
Er gehörte dem Vorarlberger Landtag zunächst bis 1914 als Abgeordneter der Stadt Dornbirn an und wurde am 3. November 1918 als Vertreter der Christlichsozialen Partei als Mitglied der provisorischen Vorarlberger Landesversammlung angelobt. Ab 1919 bis zu seinem Tod gehörte er dem Landtag als Abgeordneter des Wahlbezirks Feldkirch an. Zudem war er als Landesrat in der Vorarlberger Landesregierung tätig.

## Werke
- 1901 Fresko Christus als Weltenrichter am Chorbogen in der Pfarrkirche Bludesch